# Peva e Segões
Peva e Segões (llamada oficialmente União das Freguesias de Peva e Segões) es una freguesia portuguesa del municipio de Moimenta da Beira, distrito de Viseu.

## Historia
Fue creada el 28 de enero de 2013 en aplicación de una resolución de la Asamblea de la República de Portugal promulgada el 16 de enero de 2013 con la unión de las freguesias de Peva y Segões, pasando su sede a estar situada en la antigua freguesia de Segões.

## Demografía
| Gráfica de evolución demográfica de Peva e Segões entre 2011 y 2021 |
|                                                                     |
| Datos según el nomenclátor publicado por el INE portugués.          |